# Chelipoda inexspectata
Chelipoda inexspectata är en tvåvingeart som beskrevs av Risto Kalevi Tuomikoski 1966. Chelipoda inexspectata ingår i släktet Chelipoda och familjen dansflugor. Inga underarter finns listade i Catalogue of Life.